# Michael Ancher
Michael Peter Ancher (Rutsker, 1849. június 9. – Skagen, 1927. szeptember 19.) realista dán festő, a skageni festők csoportjának egyik vezető egyénisége. Leginkább a skageni halászokról készült képeivel vált híressé.

## Élete és munkássága

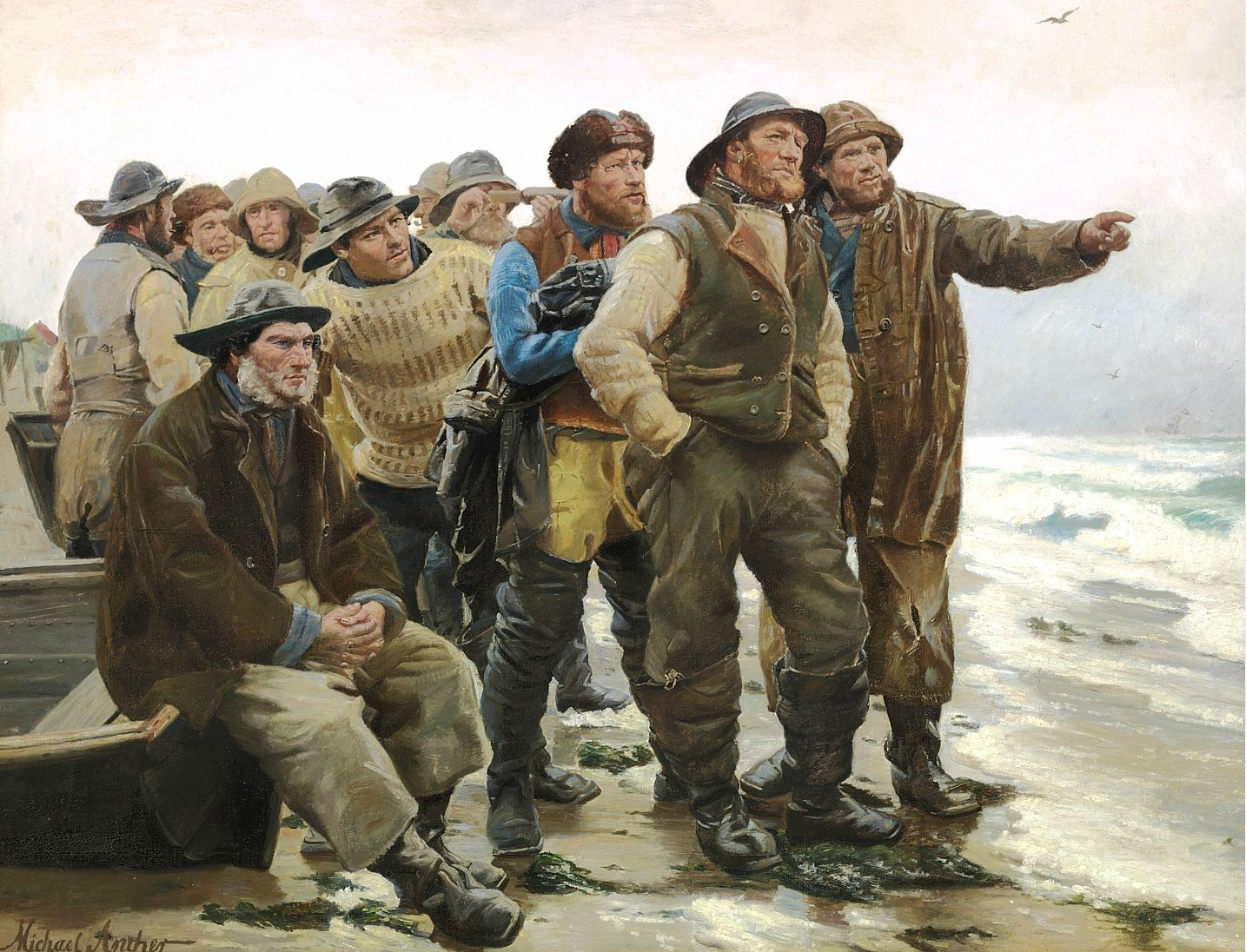
Vajon megkerüli a fokot? (1879)

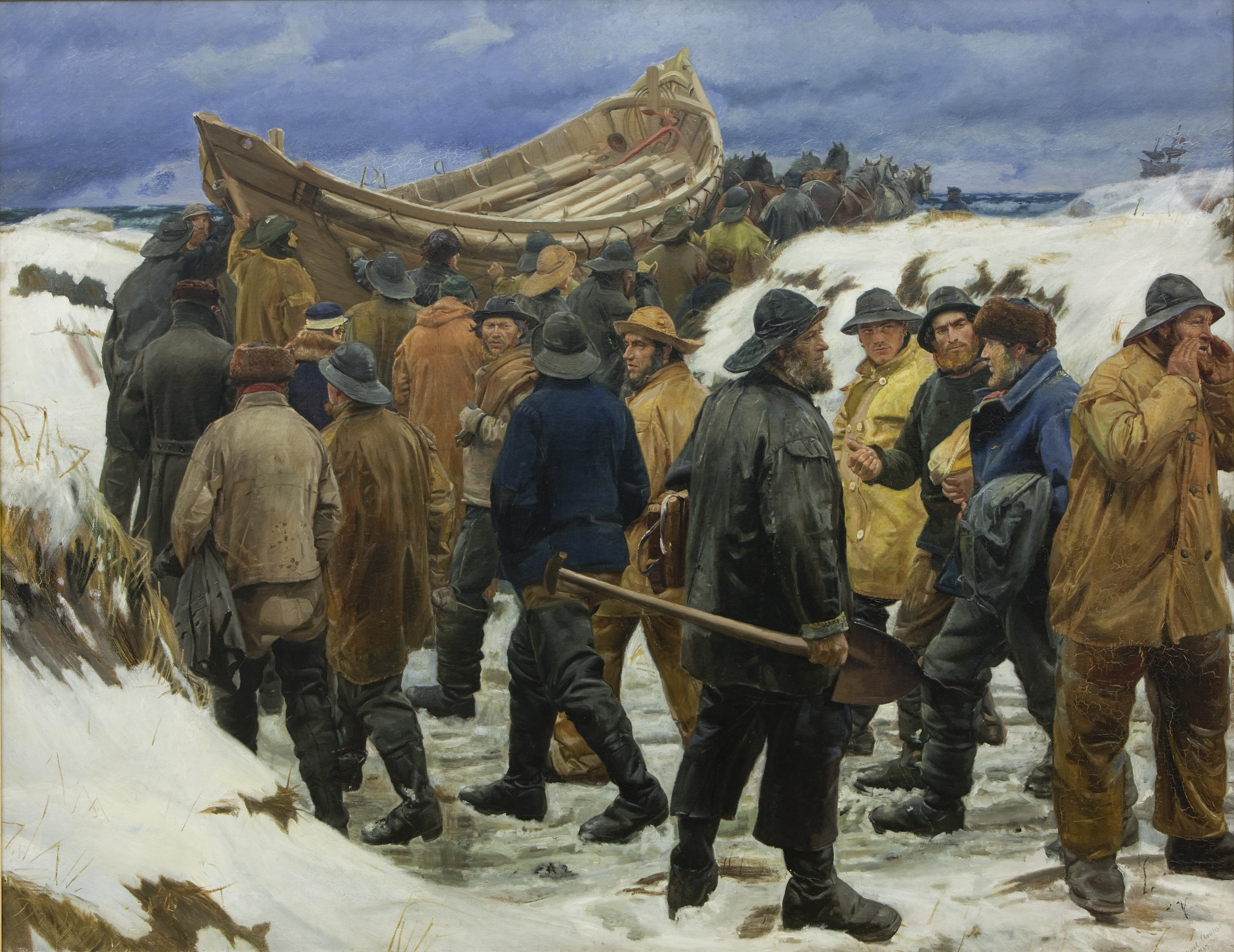
A mentőcsónakot átviszik a dűnéken (1883)

Michael Peter Ancher Bornholm szigetén, Rutsker településen született egy helyi kereskedő családjában. Rønne városában járt iskolába, de középfokú tanulmányait már nem tudta befejezni apja anyagi nehézségei miatt. 1865-ben irodai gyakornokként kapott munkát Rønde közelében, Jylland keleti részén. Itt találkozott Theodor Philipsen és Vilhelm Groth festőkkel, akik a környéken festettek, és nagyra értékelték az ő korai próbálkozásait. 1871-ben rövid ideig C.V Nielsen művészeti iskolájában tanult, majd még abban az évben a koppenhágai Királyi Dán Művészeti Akadémián folytatta a tanulmányait. 1875-ben azonban tanulmányai formális befejezése nélkül hagyta el az akadémiát.
Egyik diáktársa, Karl Madsen hívta őt először, 1874-ben, a Dánia legészakibb részén fekvő Skagen halászfaluba, a Balti-tengert és az Északi-tengert elválasztó Skagens Odde félszigetre. Néhány év múlva már mindketten a nyarakat ott töltő skageni festők kis művészkolóniájának a tagjai voltak.
Az oda látogató festők és más művészek törzshelye a Brøndums Hotel lett. 1880-ban Ancher végleg letelepedett Skagenben, feleségül vette a szállodatulajdonos lányát, Anna Brøndumot, aki maga is festő lett. Házasságuk első éveiben egy kis kerti házban laktak, ami ma a Skagens Museum kertjében áll, majd lányuk, Helga születése után a család új, nagyobb házba költözött, ami ma szintén múzeum.
Michael Ancher művészi áttörését 1879-ben érte el, amikor megalkotta Vil han klare pynten (Vajon megkerüli a fokot?) című festményét, amit IX. Keresztély dán király vásárolt meg. Más műveiben is gyakran foglalkozott a helyi halászoknak az elemekkel folytatott drámai küzdelmével. Ezekben a műveiben a realizmust kombinálja a klasszikus kompozíciók alkalmazásával.
Ancherre sokáig nagy hatással volt a klasszikus képzés a Királyi Dán Művészeti Akadémián az 1870-es években, ami arra késztette, hogy kövesse a kompozíció szigorú szabályait. Skagenben folytatott munkássága, festőbarátainak és feleségének a hatása azonban a naturalizmus irányában mozdította őt el, hogy szépítés nélkül adja vissza a valóságot a színekben is. Klasszikus tanulmányainak és a naturalizmusnak ez a kombinációja hozta létre sajátos stílusát, amit „monumentális figuratív művészetnek” lehet nevezni, mint például a Keresztelő című képe.

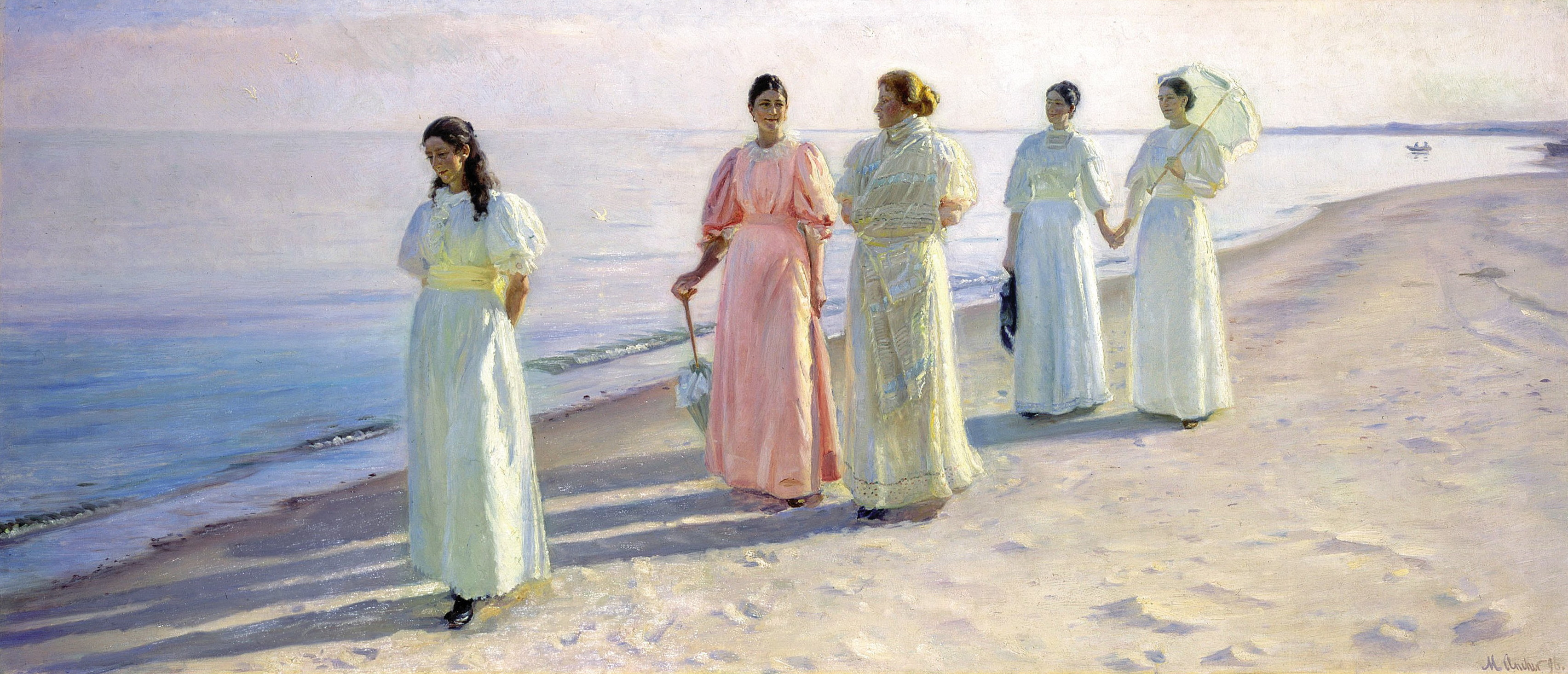
Séta a parton

Ancher sok képét, a skageni festők iskolájához tartozó társai műveivel együtt, először a Brøndums Hotel ebédlőjében helyezték el. Festő-barátja és riválisa, Peder Severin Krøyer ötletére szinte mindannyian portrékat is készítettek egymásról és más, általuk kedvelt személyekről, és ezeket a mennyezet alatt, fríz formájában helyezték el a faburkolatban. Ez lett a híres skageni portrégaléria. Később az egész ebédlőt áthelyezték a Skagens Museumba.
Michael Ancher egyes képei, esetenként felesége és lánya műveivel együtt, megtekinthetők többek között a Skagens Museum, a dán nemzeti galéria, azaz a Statens Museum for Kunst, a Frederiksborg Museum, a Den Hirschsprungske Samling) és a Ribe Kunstmuseum gyűjteményeiben.
Az Ancher-család 1884-ben vásárolta meg önálló otthonát Skagenben. A házat 1913-ban egy nagy műteremmel bővítették ki. Lányuk, Helga Ancher 1964-es halálakor egy alapítványra hagyta a házat, és abból 1967-ben Skagen egyik további múzeumát alakították ki. A házban az eredeti bútorzat darabjai mellett a festő-család és barátaik alkotásai láthatók, valamint időszaki kiállításokat is rendeznek benne.

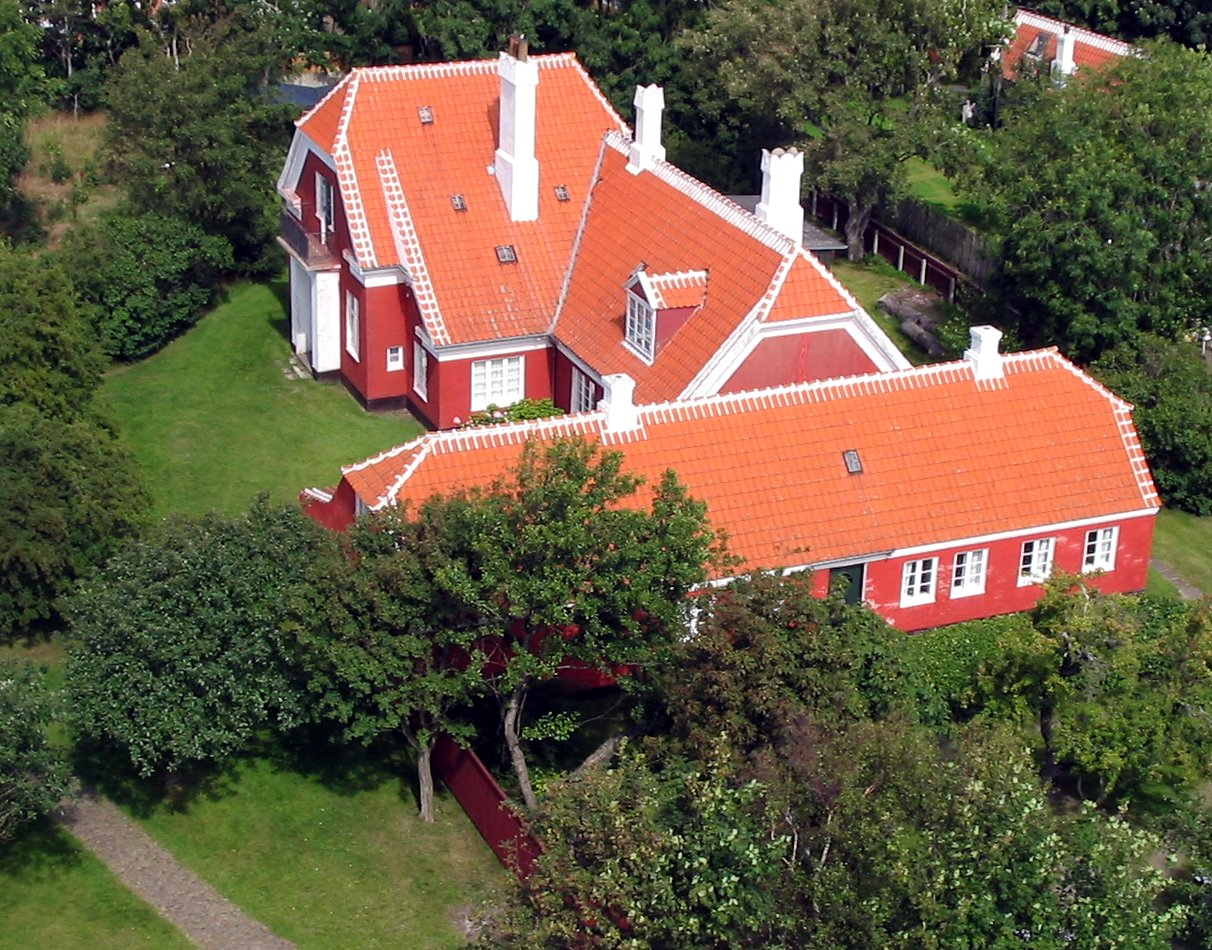
Michael és Anna Ancher háza Skagenben
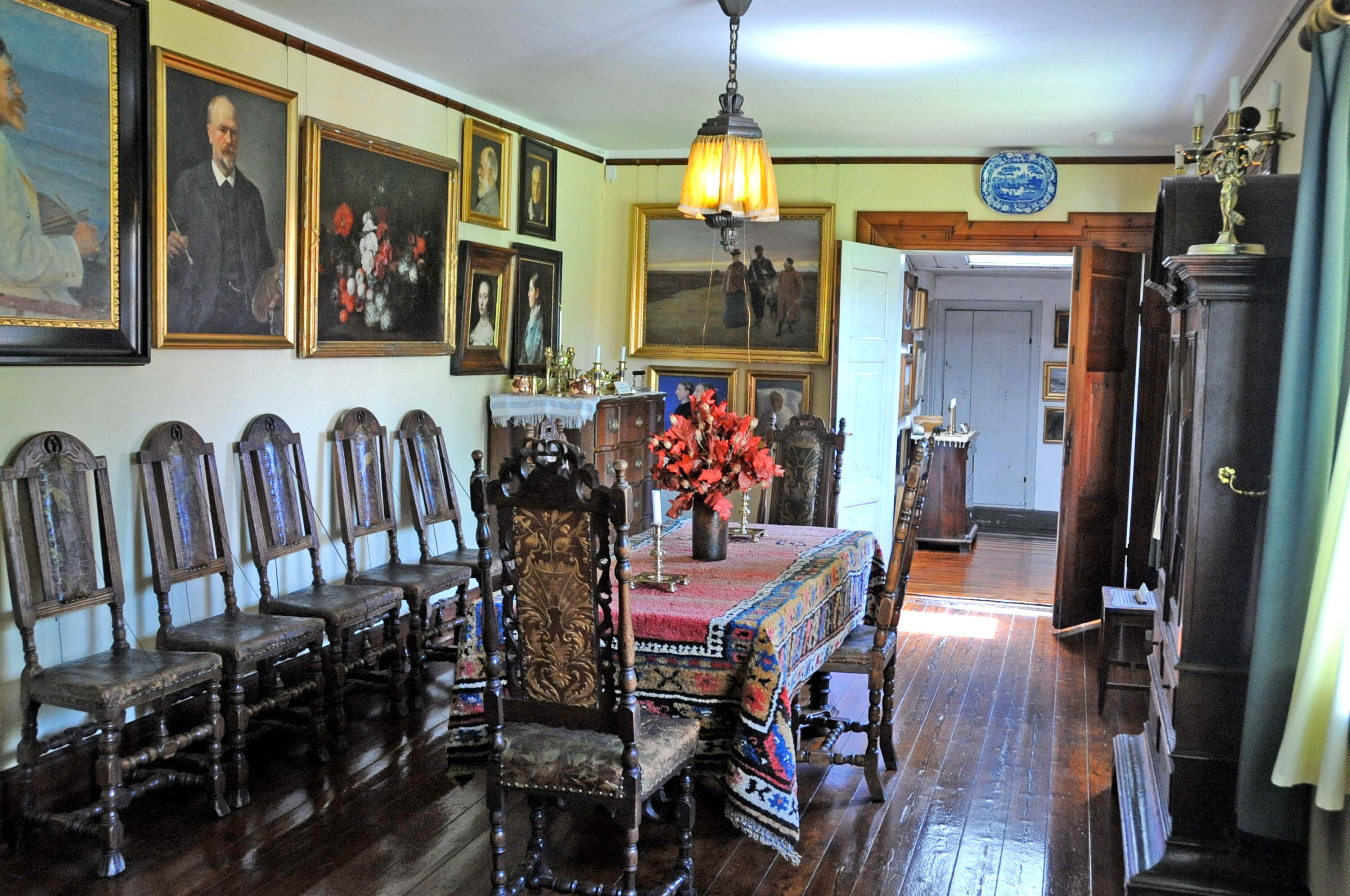
Az Ancher-ház ebédlője
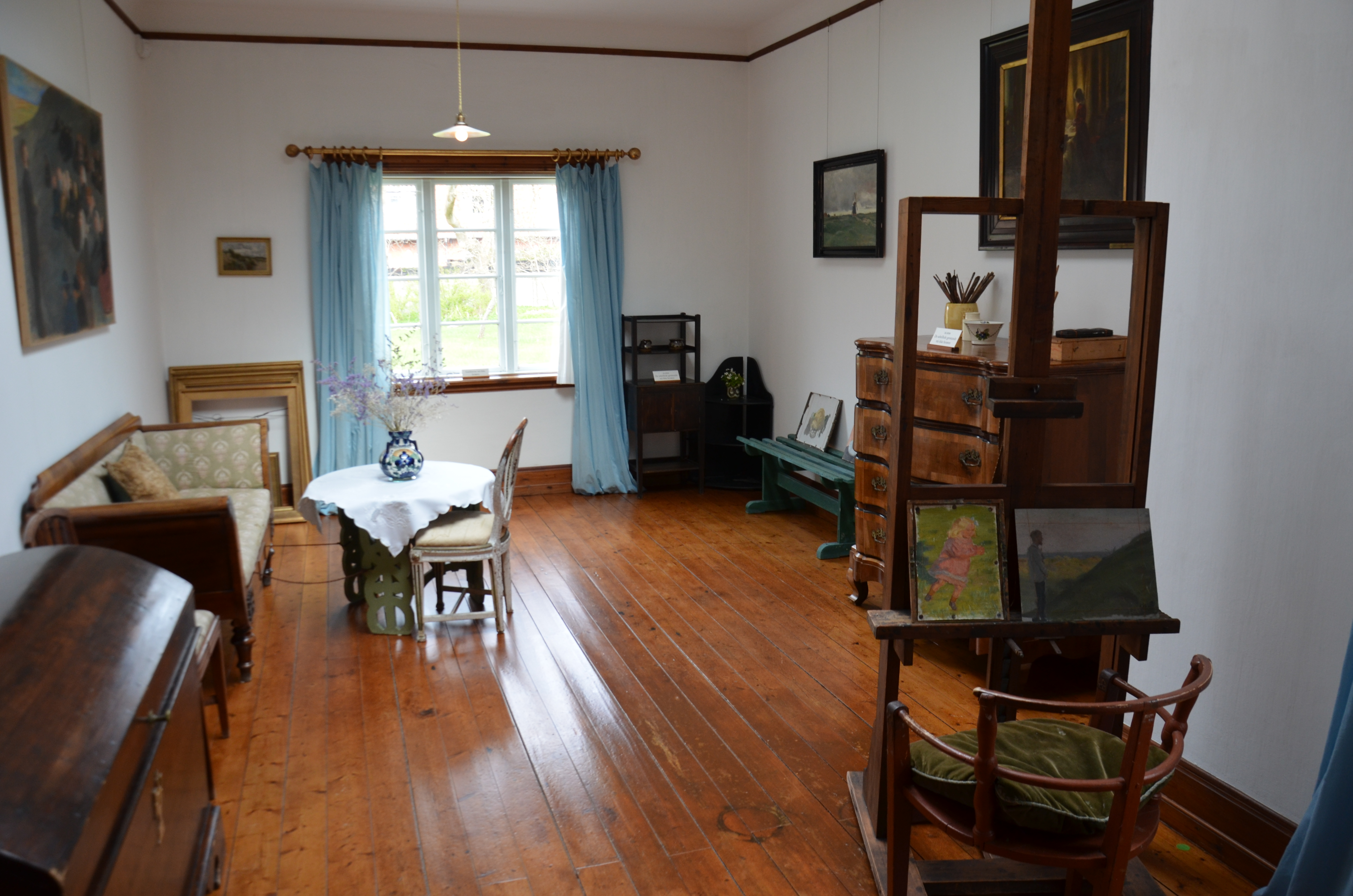
Műterem

## Elismerései, utóélete
Michael Ancher 1989-ben elnyerte a Királyi Dán Művészeti Akadémia díját, az Eckersberg Medalt, majd 1894-ben az Order of the Dannebrog nevű magas kitüntetést.
Anna és Michael Ancher portréi a skageni portrégalériából, Peder Severin Krøyer alkotásai, 1998-ban felkerültek az akkor kibocsátott ezer koronás dán bankjegyre is, ami 2011-ig volt forgalomban.

## Fordítás
- Ez a szócikk részben vagy egészben  a   Michael Ancher című angol Wikipédia-szócikk ezen változatának fordításán alapul.  Az eredeti cikk szerkesztőit annak laptörténete sorolja fel. Ez a jelzés csupán a megfogalmazás eredetét és a szerzői jogokat jelzi, nem szolgál a cikkben szereplő információk forrásmegjelöléseként.